# Такиров, Нариман Сатканбайулы
Нариман Сатканбаевич Такиров (род. 26 августа 1991 года) — казахстанский игрок в хоккей с мячом, вратарь КХМ «Акжайык» и сборной Казахстана.

## Карьера
Воспитанник уральского хоккея с мячом (тренер Рожков А. Г.). Защищает ворота «Акжайыка». В высшей лиге дебютировал 7 декабря 2011 года в игре против «Динамо-Казань-2». В высшей лиге провёл 51 игру, пропустив 194 мяча. На «ноль» без замен провёл 4 игры.
На чемпионате мира среди младших юношей (U15) в 2008 году в Кирове был признан лучшим вратарём турнира, хотя сборная Казахстана окончила турнир на четвёртом (последнем) месте.
В составе юниорской сборной Казахстана (U19) участвовал в чемпионате мира 2010 года. В составе молодёжной сборной Казахстана (U23) участвовал в чемпионате мира 2011 года. Кроме того, Нариман был назван лучшим вратарём турнира, хотя казахстанцы оказались лишь четвёртыми.
Привлекался в сборную Казахстана для участия в зимних Азиатских играх 2011 года. За победу на турнире Н. С. Такирову присвоено спортивное звание мастер спорта Республики Казахстан международного класса.